# Ruweng administrativt område
Ruweng er et administrativt område i Sydsudan. Området var mellem 2. oktober 2015 og 22. februar 2020, kendt som delstaten Ruweng i Sydsudan.

## Historie
Den 1. oktober 2015 udstedte præsident Salva Kiir et dekret, der oprettede 28 stater i stedet for de 10 forfatningsmæssigt etablerede stater.  Dekretet oprettede  i vid udstrækning de nye stater langs etniske linjer. Flere oppositionspartier og civilsamfundsgrupper anfægtede dekretets retmæssighed i forhold til forfatningen. Kiir besluttede senere at forelægge det for parlamentet til godkendelse som en forfatningsændring. I november bemyndigede det sydsudanesiske parlament præsident Kiir til at oprette nye stater. Mayol Kur Akuei blev udnævnt til guvernør i 2015.

## Geografi
Det administrative område Ruweng ligger i den nordlige del af Sydsudan, og dets administration ligger i Pariang. Det grænser op til den tidligere Upper Nile-stat mod øst, Jonglei mod sydøst, delstaten Unity mod syd, Warrap mod sydvest, Abyei mod nordvest og landet Sudan mod nord.

## Økonomi
Det er det mest olieproducerende område i Sydsudan, og omkring 80 % af den sydsudanesiske olie produceres her. Det er hovedsageligt i Unity/Drbim- oliefeltet (i den sydlige del), Heglig/Panthou-oliefeltet (i den nordvestlige del), Tomasouth/Kaloj-oliefeltet (i den vestlige del) og Toor/Athony-oliefeltet og andre oliefelter som Labob/Miading og Munga/Wanhe Danluel-oliefelterne samt Maan Awal og andre felter.
Ruwengområdet er rig på landbrugsjord, dyre- og fiskeressourcer, og det er også hjemsted for to søer: Jau-søen (i den nordlige del) og Nosøen, lokalt kendt som Dhoo (i den sydlige del), hvor Bahr el Ghazal-floden munder ud, og møder Den Hvide Nil.

## Administrativ inddeling
Området består af 8. amter: Jau County, Aliny County, Wunkur County, Lake No County, Jamjang County, Tuoch County, Abiemnom East County og Abiemnom West County.